# حمود الصوفي
 حمود خالد ناجي الصوفي (1959 -) سياسي يمني، تم تعينه في 23 نوفمبر 2014 م رئيسا للجهاز المركزي للأمن السياسي.

## المؤهلات العلمية
ـ حصل على شهادة ليسانس شريعة وقانون من جامعة صنعاء

## المناصب التي تقلدها
- انتخب عضوا في مجلس النواب عن الدائرة (37)مديرية شرعب السلام 1997 - 2003
- وزيراً للخدمة المدنية والتأمينات 17 مايو 2003م
- وزير الخدمة المدنية والتأمينات 5 أبريل 2007
- محافظ لمحافظة تعز حتى 7 ابريل 2012
- سفيراً للخارجية اليمنية من 7 أبريل 2012 حتى تاريخ 23 نوفمبر 2014م[2][3]
- رئيس الجهاز المركزي للأمن السياسي  2014[4]